# برنامج اكتشاف التيمز
إن برنامج اكتشاف التيمز هو مشروع من مشاريع علم الآثار المجتمعي، والذي يركز على آثار نهر التيمز على مصب تايد واي. تم إطلاق برنامج اكتشاف التيمز (TDP) في أكتوبر 2008 وحتى سبتمبر 2011، وكان يدعم المشروع اليانصيب الوطني ومنحة من صندوق تراث اليانصيب. ويهدف المشروع إلى تواصل الجمهور على أوسع نطاق ممكن وفهمهم وتمتعهم بنهر التيمز التاريخي، كما يهدف أيضًا إلى تدريب ودعم أفراد الجمهور (تأريخ الآثار الموجودة على الشاطئ الأمامي ومجموعة المراقبة أو فروج «الضفدع») لمراقبة وتأريخ الآثار على مقدمة الشاطئ خلال عمر المشروع وفي المستقبل.
يمتلك البرنامج فريقًا صغيرًا في الوقت الحالي ويستضيفه متحف الآثار في لندن. ويتضمن الشركاء والرعاة الآخرين مؤسسة تيمز إكسبلورر الائتمانية ومتحف لندن، وهيئة ميناء لندن، ولجنة التراث الإنجليزي، ومعهد علم الآثار بـكلية لندن الجامعية.

## الوصف
عندما ينتهي المد، يكون نهر التيمز أطول موقع أثري في الهواء الطلق في لندن، ويمكن للجمهور الوصول بحرية إلى جزء كبير من مقدمة الشاطئ. ومع ذلك، غالبًا ما تكون العديد من المواقع الأثرية المكشوفة غير معروفة وغير محمية، وتقريبًا تكون كلها معرضة إلى حدوث مد وجزر للنهر مرتين في اليوم وبالتالي تتطلب مراقبة دقيقة. كما أن المشروع مبني على مبادرات بدأها المسح الأثري لنهر التيمز لمتحف لندن والذي أُجري بين عامي 1993–1999، وعمل الوحدات الأثرية التجارية مثل متحف الآثار في لندن ومشاريع التعليم المبتكر التابعة لمؤسسة تيمز إكسبلورر الائتمانية. وعلى مدى ثلاث سنوات، قام علماء الآثار بمسح 20 موقعًا أثريًا على طول نهر التيمز بعد المد والجزر في منطقة لندن الكبرى، وذلك بدعم عمل تأريخ الشاطئ الأمامي ومجموعة المراقبة أو (فروج)، التي تراقب المواقع التي تم مسحها لمعرفة إذا حدث تغيير بها، لأن موجات المد والجزر اليومية تمسح المعالم الأثرية المتبقية. تتكون مجموعة فروج من أعضاء متطوعين من الجمهور، والذين تم تدريبهم على تقنيات التأريخ على الشواطئ الأمامية وتعريفهم بتاريخ نهر التيمز وآثاره والصحة والسلامة والمشاركة في وسائل الإعلام الرقمية من خلال فريق برنامج اكتشاف التيمز (TDP).

## الاكتشافات
باستخدام البيانات التي أفاد بها مسح موقع التيمز الأثري، اختار برنامج اكتشاف التيمز عشرين موقعًا رئيسيًا في جميع أنحاء منطقة لندن الكبرى ليتم عليهم المزيد من عمليات التأريخ والمراقبة خلال الفترة 2008 - 2011.كان أول موقع تم اختياره هو كوستوم هاوس، لندن؛ وفي فبراير 2009، قام أعضاء فريق (فروج) بتأريخ الممر المرتفع وأجزاء من جدران ضفة النهر ترجع لعام 1819 ومشواة كوستوم هاوس وبقايا سفينتين مدفونتين جزئيًا على الشاطئ الأمامي والهياكل المنحدرة المتعددة المراحل والتي تقع تحت رصيف ميناء بيلينجز جيت.
وفي أبريل 2009، تضمنت دراسة الوصول إلى الشاطئ الأمامي في ايزلورث تأريخ دعامة قوارب القرن الـ 20 وبقايا الممر المرتفع لـ «كنيسة فيري» من العصر الفيكتوري. 
خلال موجات المد والجزر المنخفضة في يونيو ويوليو 2009، كانت عمليات المسح والتأريخ في تشارلتون، لندن، وهو موقع ساحة قواطع سفن القلعة سابقًا، تركز على «كومة» أخشاب السفن الكبيرة في مقدمة الشاطئ الأمامي والتي تمثل بقايا سفينة حربية واحدة أو أكثر. وتعد البقايا البحرية واضحة بشكل جيد في هذا الموقع حيث اكتشفنا أيضًا دعامة مصنوعة من سفينة أُعيد استخدامها وأخشاب قارب، بالإضافة إلى «كومة الأخشاب»، وكذلك بقايا ثلاث سفن صغيرة على الأقل. وخلال موسم صيف 2009، عملت الفرق في دَرَج ألديرمان أحواض سفن سانت كاثرين) وبوتني وبيرموندسي. وفي نوفمبر 2009، قام أول مشروع بقيادة فريق (فروج) في كارارا وارف في فولهام بتسجيل جزء من جسر 1729 حتى بوتني، بينما وجد مسح أجراه برنامج اكتشاف التيمز في وقت سابق من العام على الشاطئ الأمامي أمام قصر فولهام أكوام خشبية من العصر الحديدي.
وخلال شهر يناير عام 2010، اكتشفت الأبحاث التي أجريت على جزيرة دوجز بمعاونة جمعية نهر التيمز والكشف عن حقول المعادن بقايا هيكل عظمي لإنسان، يرجع تاريخه إلى أوائل القرن الـ 18.
خلال صيف 2010، استمر العمل على جزيرة دوجز، لتأريخ بقايا الدعامات المستخدمة خلال إطلاق سفينة إس إس جريت إيسترن، وهي المشروع الأخير للمهندس إسامبارد كينجدم برونيل. وفي يوليو 2010، عمل فريق برنامج اكتشاف التيمز مع فريق (فروج) على الشاطئ الأمامي في برج لندن، حيث قاموا بإجراء مسح وتأريخ منطقة عادة ما تكون مغلقة أمام الجمهور. وتم تأريخ أجزاء من جدار ضفة النهر كما تم جميع البيانات لعمل مسح نموذجي لسطح الشاطئ الأمامي. كما عمل الفريق أيضًا مع أعضاء جمعية تيمز مادلاركس وبرنامج الآثار المحمولة لتأريخ القطع الأثرية التي عُثر عليها على السطح. وانتقل فريق برنامج اكتشاف التيمز بعد ذلك إلى غرينيتش حيث تم فحص جدار ضفة النهر مرة أخرى مع أجزاء من رصيف الأخشاب تيودور وهيكل لسفينة من القرون الوسطى تم اكتشافها حديثًا. كما عُرض المشروع على المسلسل التلفزيوني الحفر لبريطانيا (Digging for Britain) على قناة بي بي سي. وخلال أواخر أغسطس 2010، جرى العمل في موقعين في غرب لندن، بينما في سبتمبر، جرى العمل الميداني في تريبكوكنيس بالقرب من رويال أرسنال وروثر هيذا.
في يناير 2011، نشر المشروع نتائج البحث الأخيرة في فوكسهول حيث تم تأريخ بقايا أقدم هيكل تم اكتشافه حتى الآن في منطقة لندن، والذي يرجع تاريخه إلى أواخر العصر الحجري الأوسط، عن طريق برنامج اكتشاف التيمز ولجنة التراث الإنجليزي ومتحف لندن.
خلال صيف 2011، عمل فريق برنامج اكتشاف التيمز في برينتفورد، حيث قاموا بتأريخ بقايا سفينتين مهجورتين على الشاطئ الأمامي، وفي مقاطعة وابينج، قاموا بمسح الممر المرتفع والبقايا البحرية بووتر مانز. كما تم إجراء المزيد من العمل الميداني في غرينيتش وعند الشاطئ الأمامي لبرج لندن.

## التوعية والأحداث
يدير برنامج اكتشاف التيمز برنامجًا من الفعاليات والأنشطة الذي يهدف إلى إشراك الجمهور مع آثار وتاريخ النهر. قام المشروع بأنشطة توعية تشمل المحاضرات العامة والمعارض الصغيرة ومنصات إعطاء المعلومات والنزهات الموجهة على الشاطئ الأمامي وملاحظة أعضاء فريق فروج في العمل في الموقع والأحداث التي يتم تنظيمها للأسر ومجموعات المدارس والندوات وورش العمل والمؤتمرات. وفي عام 2009 عمل برنامج اكتشاف التيمز مع عدد من المنظمات المختلفة منها قصر فولهام والقصور التاريخية الملكية ومتحف حديقة جانيرسبري ونادي كامدن لشباب علماء الآثار وجامعة إيست لندن ومؤسسة تيمز إكسبلورر الائتمانية ومؤسسة شراكة مصب نهر التيمز ومركز أبحاث وأرشيف لندن الأثري وشركة وورشيبفول لجامعي التحف الأثرية ومتحف لندن ومتحف لندن دوكلاندز. وخلال عامي 2010 و2011، عمل الفريق مرة أخرى مع عدد من المنظمات المختلفة بما فيها الجمعية الملكية لحماية الطيور في محمية رينهام مارشيز، واكتشف غرينيتش والقصور التاريخية الملكية في برج لندن وكاتدرائية ساوثوورك.
كما يظهر المشروع أيضًا في علم الآثار بمعرض العمل  في متحف لندن. وقد زار الآلاف من العامة الشاطئ الأمامي وحضر أحداثًا أخرى، وخاصة خلال مهرجان الآثار الوطنية الذي استمر لمدة أسبوعين بتنسيق من مجلس الآثار البريطاني في شهر يوليو من كل عام. وفي يوليو 2009، احتفل برنامج اكتشاف التيمز بالمهرجان في قصر فولهام وعلى الشاطئ الأمامي وفي عام 2010، كان الفريق موجودًا في برج لندن والمعلم التذكاري هول بلايس ومتحف لندن.
يتاح تقرير مفصل على الأحداث والأنشطة والعمل الميداني الذي يقوم به فريق برنامج اكتشاف التيمز خلال مرحلة تمويل صندوق تراث اليانصيب للمشروع (أكتوبر 2008-سبتمبر 2011) على الموقع الإلكتروني للمشروع.

## الجوائز
فاز الموقع الإلكتروني لفريق برنامج اكتشاف التيمز بجائزة أفضل تمثيل للآثار في وسائل الإعلام في حفل توزيع الجوائز الأثرية البريطانية لعام 2010 وفي فبراير 2011، كان المشروع واحدًا من خمسة مشاريع في مختلف أنحاء بريطانيا تم ترشيحها بواسطة مجلة Current Archaeology (كارينت أركيولوجي) كـأفضل مشروع بحث لعام 2011. وفي يوليو 2012، فاز المشروع بجائزة أفضل مشروع مجتمعي للآثار في حفل توزيع الجوائز الأثرية البريطانية. وفي عام 2013، تم ترشيح مدير برنامج اكتشاف التيمز غوستاف ميلن باعتباره واحدًا من علماء آثار العام لعلم الآثار حاليًا وفاز برنامج اكتشاف التيمز بـجائزة التدريب الخاصة بمنتدى التدريب على علم الآثار، والتي تم عرضها في مؤتمر معهد الأثريين في برمنغهام.

## وصلات خارجية
- Thames Discovery Programme project website
- Thames Discovery Programme on Facebook
- Thames Discovery Programme on Twitter
- Thames Discovery Programme on Flickr
- Thames Discovery Programme on Vimeo
- Thames Discovery Programme on Eventbrite
- Thames Discovery Programme on Slideshare
- Thames Discovery Programme on Scribd